# Talenthouse AG
Die Talenthouse AG war ein Technologieunternehmen mit Sitz in Baar in der Schweiz und operativem Hauptquartier in London.
Das Unternehmen wurde im Jahr 2000 unter dem Namen New Value AG als Beteiligungsgesellschaft gegründet und im Jahr 2021 durch ein Reverse Takeover der New Value AG durch die Talenthouse IP LLC aus New Mexico geformt. Neben des sozialen Netzwerks talenthouse.com betrieb es die Plattformen EyeEm, Ello, Zooppa, Jovoto, Untitled, Media Foundry und Creative Commission und war vollständige Eigentümerin des Medienunternehmens Coolabi, das die Rechte an Warrior Cats, Beast Quest und Clangers hält.
Im April 2023 meldete EyeEm Insolvenz an. Zudem wurde bekannt, dass bei mehreren anderen Talenthouse-Tochtergesellschaften, darunter Zooppa und Jovoto, „erhebliche ausstehende Verbindlichkeiten, einschliesslich Gehältern, Steuern und Sozialversicherungen, in einer Höhe bestehen, die diese Tochtergesellschaften nicht decken können“. Die Talenthouse AG beschloss, diese Töchter nicht mehr länger zu finanzieren. Im Juli 2024 wurde die Gesellschaft „infolge der ernsthaft in Frage stehenden Zahlungsfähigkeit“ von der Schweizer Börse SIX Swiss Exchange dekotiert.
Am 22. Juli 2024 meldete die Talenthouse AG den definitiven Konkurs an, nachdem ein Umstrukturierungsplan in Zusammenarbeit mit der ATIS Advanced Technologies International Solution Holding nicht zustande kam.